# Écluse d'Arièges
L'écluse d'Arièges est une écluse à chambre unique du canal du Midi. Construite vers 1676, elle se trouve à 212,5 km de Toulouse à 9 m d'altitude. Les écluses adjacentes sont l'écluse de Villeneuve à l'est et les écluse de Béziers, à l'ouest.
Elle est située sur la commune de Villeneuve-lès-Béziers dans le département de l'Hérault en région Occitanie.